# Henriette Koulla
Henriette Koulla (14 de setembro de 1992) é uma voleibolista camaronesa. 

## Carreira
Henriette Koulla em 2016, representou a Seleção Camaronesa de Voleibol Feminino nos Jogos Olímpicos de Verão no Rio de Janeiro, que foi 12º colocada.